# هند کوچک، پنانگ
هند کوچک یک منطقه قومی هندی است که در شهر جرج تاون پنانگ واقع شده است. قدیمی‌ترین معبد هندو در پنانگ، سری ماهاماریامان، در این منطقه قرار دارد.

## اوضاع اقتصادی
منطقه هند کوچک، هم چنین ناحیه تجاری اصلی در شهر جرج تاون، پنانگ است. کسب و کارهای مختلف که به هند مربوط است را می‌توانید در اینجا بیابید. اگر چه، پیشینه مشاغل اینجا در تملک هندی‌ها می‌باشد ولی تعداد اندکی از فروشگاه‌های چینی در اینجا وجود دارد.